# Screen Actors Guild Awards 2011

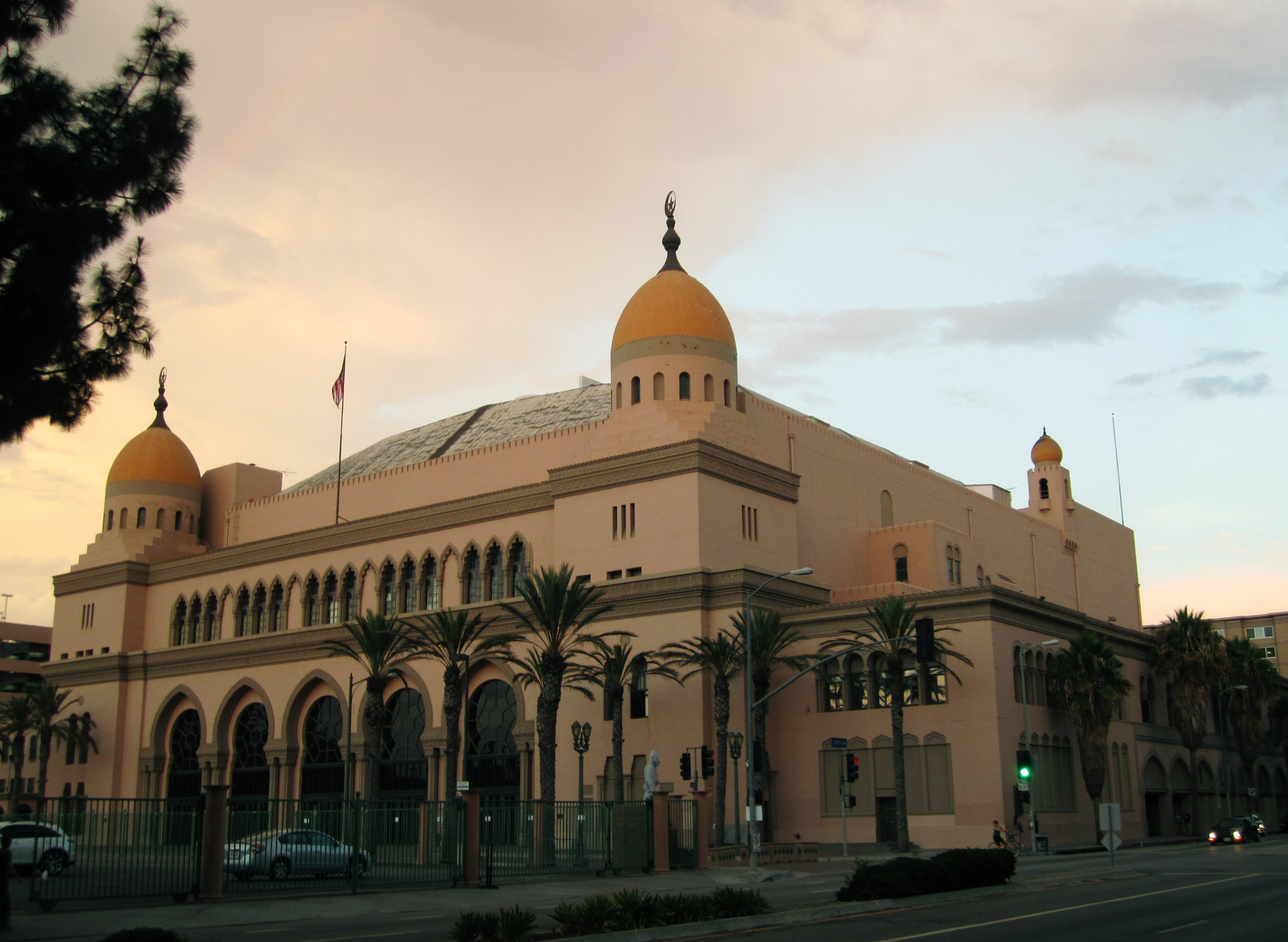
Das Shrine Exposition Center, Veranstaltungsort der Screen Actors Guild Awards 2011

Die 17. Verleihung der US-amerikanischen Screen Actors Guild Awards (englisch 17th Screen Actors Guild Awards), die die Screen Actors Guild jedes Jahr in den Bereichen Film (6 Kategorien) und Fernsehen (9 Kategorien) vergibt, fand am 30. Januar 2011 im Shrine Exposition Center in Los Angeles statt. Die so genannten SAG Awards ehren, im Gegensatz beispielsweise zum Golden Globe Award, nur Film-, Fernseh- und Ensembleschauspieler und gelten als Gradmesser für die bevorstehende Oscar-Verleihung. Gekürt werden die Sieger von den Mitgliedern der Screen Actors Guild, der man angehören muss, um in den Vereinigten Staaten als Schauspieler zu arbeiten.
Die Nominierten waren am 16. Dezember 2010 im Silver Screen Theater des Pacific Design Centers in West Hollywood von den Schauspielern Rosario Dawson und Angie Harmon bekanntgegeben worden. In den Vereinigten Staaten wurde die Verleihung live von den Kabelsendern TNT und TBS gezeigt.
Für sein Lebenswerk wurde der US-amerikanische Schauspieler Ernest Borgnine gewürdigt.

## Gewinner und Nominierte im Bereich Film
| Film                   | N | A |
| ---------------------- | - | - |
| The Fighter            | 4 | 2 |
| The King’s Speech      | 4 | 2 |
| Black Swan             | 3 | 1 |
| The Kids Are All Right | 3 | 0 |
| The Social Network     | 2 | 0 |
| True Grit              | 2 | 0 |
| Winter’s Bone          | 2 | 0 |

### Bester Hauptdarsteller
Colin Firth – The King’s Speech
Jeff Bridges – True Grit
Robert Duvall – Am Ende des Weges – Eine wahre Lügengeschichte (Get Low)
Jesse Eisenberg – The Social Network
James Franco – 127 Hours

### Beste Hauptdarstellerin
Natalie Portman – Black Swan
Annette Bening – The Kids Are All Right
Nicole Kidman – Rabbit Hole
Jennifer Lawrence – Winter’s Bone
Hilary Swank – Betty Anne Waters (Conviction)

### Bester Nebendarsteller
Christian Bale – The Fighter
John Hawkes – Winter’s Bone
Jeremy Renner – The Town – Stadt ohne Gnade (The Town)
Mark Ruffalo – The Kids Are All Right
Geoffrey Rush – The King’s Speech

### Beste Nebendarstellerin
Melissa Leo – The Fighter
Amy Adams – The Fighter
Helena Bonham Carter – The King’s Speech
Mila Kunis – Black Swan
Hailee Steinfeld – True Grit

### Bestes Schauspielensemble
The King’s Speech

Anthony Andrews, Helena Bonham Carter, Jennifer Ehle, Colin Firth, Michael Gambon, Derek Jacobi, Guy Pearce, Geoffrey Rush und Timothy Spall
Black Swan
Vincent Cassel, Barbara Hershey, Mila Kunis, Natalie Portman und Winona Ryder
The Fighter
Amy Adams, Christian Bale, Melissa Leo, Jack McGee und Mark Wahlberg
The Kids Are All Right
Annette Bening, Josh Hutcherson, Julianne Moore, Mark Ruffalo und Mia Wasikowska
The Social Network
Jesse Eisenberg, Andrew Garfield, Armie Hammer, Max Minghella, Josh Pence und Justin Timberlake

### Bestes Stuntensemble
Inception
Green Zone
Robin Hood

## Gewinner und Nominierte im Bereich Fernsehen
| Serie/Film            | N | A |
| --------------------- | - | - |
| Modern Family         | 4 | 1 |
| 30 Rock               | 3 | 1 |
| Du gehst nicht allein | 3 | 1 |
| Ein Leben für den Tod | 3 | 1 |
| Dexter                | 3 | 0 |
| Glee                  | 3 | 0 |
| Mad Men               | 3 | 0 |
| Boardwalk Empire      | 2 | 2 |
| Good Wife             | 2 | 1 |
| Hot in Cleveland      | 2 | 1 |
| The Closer            | 2 | 0 |
| The Office            | 2 | 0 |

### Bester Darsteller in einem Fernsehfilm oder Miniserie
Al Pacino – Ein Leben für den Tod (You Don’t Know Jack)
John Goodman – Ein Leben für den Tod (You Don’t Know Jack)
Dennis Quaid – The Special Relationship
Édgar Ramírez – Carlos – Der Schakal (Carlos)
Patrick Stewart – Macbeth

### Beste Darstellerin in einem Fernsehfilm oder Miniserie
Claire Danes – Du gehst nicht allein (Temple Grandin)
Catherine O’Hara – Du gehst nicht allein (Temple Grandin)
Julia Ormond – Du gehst nicht allein (Temple Grandin)
Winona Ryder – When Love Is Not Enough: The Lois Wilson Story
Susan Sarandon – Ein Leben für den Tod (You Don’t Know Jack)

### Bester Darsteller in einer Dramaserie
Steve Buscemi – Boardwalk Empire
Bryan Cranston – Breaking Bad
Michael C. Hall – Dexter
Jon Hamm – Mad Men
Hugh Laurie – Dr. House (House)

### Beste Darstellerin in einer Dramaserie
Julianna Margulies – Good Wife (The Good Wife)
Glenn Close – Damages – Im Netz der Macht (Damages)
Mariska Hargitay – Law & Order: Special Victims Unit
Elisabeth Moss – Mad Men
Kyra Sedgwick – The Closer

### Bester Darsteller in einer Comedyserie
Alec Baldwin – 30 Rock
Ty Burrell – Modern Family
Steve Carell – The Office
Chris Colfer – Glee
Ed O’Neill – Modern Family

### Beste Darstellerin in einer Comedyserie
Betty White – Hot in Cleveland
Edie Falco – Nurse Jackie
Tina Fey – 30 Rock
Jane Lynch – Glee
Sofía Vergara – Modern Family

### Bestes Schauspielensemble in einer Dramaserie
Boardwalk Empire

Greg Antonacci, Steve Buscemi, Dabney Coleman, Paz de la Huerta, Stephen Graham, Anthony Laciura, Kelly Macdonald, Gretchen Mol, Aleksa Palladino, Vincent Piazza, Michael Pitt, Michael Shannon, Paul Sparks, Michael Stuhlbarg, Erik Weiner und Shea Whigham
The Closer
G. W. Bailey, Michael Paul Chan, Raymond Cruz, Jonathan Del Arco, Tony Denison, Robert Gossett, Phillip P. Keene, Corey Reynolds, Kyra Sedgwick, J. K. Simmons und Jon Tenney
Dexter
Jennifer Carpenter, April Hernandez Castillo, Michael C. Hall, Desmond Harrington, Maria Doyle Kennedy, C. S. Lee, Jonny Lee Miller, James Remar, Julia Stiles, Lauren Vélez, Peter Weller und David Zayas
Good Wife (The Good Wife)
Christine Baranski, Josh Charles, Alan Cumming, Matt Czuchry, Julianna Margulies, Chris Noth, Archie Panjabi, Graham Phillips und Makenzie Vega
Mad Men
Cara Buono, Jon Hamm, Jared Harris, Christina Hendricks, January Jones, Vincent Kartheiser, Matt Long, Robert Morse, Elisabeth Moss, Jessica Paré, Kiernan Shipka, John Slattery, Rich Sommer, Christopher Stanley und Aaron Staton

### Bestes Schauspielensemble in einer Comedyserie
Modern Family

Julie Bowen, Ty Burrell, Jesse Tyler Ferguson, Nolan Gould, Sarah Hyland, Ed O’Neill, Rico Rodriguez, Eric Stonestreet, Sofía Vergara und Ariel Winter
30 Rock
Scott Adsit, Alec Baldwin, Katrina Bowden, Kevin Brown, Grizz Chapman, Tina Fey, Judah Friedlander, Jane Krakowski, John Lutz, Jack McBrayer, Tracy Morgan, Maulik Pancholy und Keith Powell
Glee
Max Adler, Dianna Agron, Chris Colfer, Jane Lynch, Jayma Mays, Kevin McHale, Lea Michele, Cory Monteith, Heather Morris, Matthew Morrison, Mike O’Malley, Chord Overstreet, Amber Riley, Naya Rivera, Mark Salling, Harry Shum junior, Iqbal Theba und Jenna Ushkowitz
Hot in Cleveland
Valerie Bertinelli, Jane Leeves, Wendie Malick und Betty White
The Office
Leslie David Baker, Brian Baumgartner, Creed Bratton, Steve Carell, Jenna Fischer, Kate Flannery, Ed Helms, Mindy Kaling, Ellie Kemper, Angela Kinsey, John Krasinski, Paul Lieberstein, B. J. Novak, Oscar Nuñez, Craig Robinson, Phyllis Smith, Rainn Wilson und Zach Woods

### Bestes Stuntensemble
True Blood
Burn Notice
CSI: NY
Dexter
Southland

## Preis für das Lebenswerk
Ernest Borgnine